# Spisak EC brojeva (EC 6)
Ovaj spisak sadrži EC brojeve za šestu grupu, EC 6, ligaze, uređene u numeričkom redosledu po preporuci odbora za nomenklaturu Međunarodne unije za biohemiju i molekularnu biologiju.

## EC 6.1: Formiranje ugljenik-kiseonik veza

### EC 6.1.1: Ligaze koje formiraju aminoacil-tRNK i srodna jedinjenja (aminokiselinska tRNK sintetaza)
- EC 6.1.1.1: tirozin-tRNK ligaza
- EC 6.1.1.2: triptofan-tRNK ligaza
- EC 6.1.1.3: treonin-tRNK ligaza
- EC 6.1.1.4: leucin-tRNK ligaza
- EC 6.1.1.5: izoleucin-tRNK ligaza
- EC 6.1.1.6: lizin-tRNK ligaza
- EC 6.1.1.7: alanin-tRNK ligaza
- EC 6.1.1.8: Obrisan
- EC 6.1.1.9: valin-tRNK ligaza
- EC 6.1.1.10: metionin-tRNK ligaza
- EC 6.1.1.11: serin-tRNK ligaza
- EC 6.1.1.12: aspartat-tRNK ligaza
- EC 6.1.1.13: -alanin-poli(fosforibitol) ligaza
- EC 6.1.1.14: glicin-tRNK ligaza
- EC 6.1.1.15: prolin-tRNK ligaza
- EC 6.1.1.16: cistein-tRNK ligaza
- EC 6.1.1.17: glutamat-tRNK ligaza
- EC 6.1.1.18: glutamin-tRNK ligaza
- EC 6.1.1.19: arginin-tRNK ligaza
- EC 6.1.1.20: fenilalanin-tRNK ligaza
- EC 6.1.1.21: histidin-tRNK ligaza
- EC 6.1.1.22: asparagin-tRNK ligaza
- EC 6.1.1.23: aspartat-tRNKAsn ligaza
- EC 6.1.1.24: glutamat-tRNKGln ligaza
- EC 6.1.1.25: Obrisan
- EC 6.1.1.26: pirolizin—tRNKPil ligaza
- EC 6.1.1.27: O-fosfo-L-serin—tRNK ligaza

## EC 6.2: Formiranje ugljenik-sumpor veza

### EC 6.2.1: Kiselina-tiol ligaza
- EC 6.2.1.1: acetat- ligaza
- EC 6.2.1.2: butirat-CoA ligaza
- EC 6.2.1.3: dugolančana-masna-kiselna-CoA ligaza
- EC 6.2.1.4: sukcinat- ligaza (GDP-forming)
- EC 6.2.1.5: sukcinat- ligaza (ADP-forming)
- EC 6.2.1.6: glutarat-CoA ligaza
- EC 6.2.1.7: holat-CoA ligaza
- EC 6.2.1.8: oksalat-CoA ligaza
- EC 6.2.1.9: malat-CoA ligaza
- EC 6.2.1.10: kiselina-CoA ligaza (GDP-forming)
- EC 6.2.1.11: biotin-CoA ligaza
- EC 6.2.1.12: 4-kumarat-CoA ligaza
- EC 6.2.1.13: acetat-KoA ligaza (formira ADP)
- EC 6.2.1.14: 6-karboksiheksanoat-CoA ligaza
- EC 6.2.1.15: arahidonat-CoA ligaza
- EC 6.2.1.16: acetoacetat-CoA ligaza
- EC 6.2.1.17: propionat-CoA ligaza
- EC 6.2.1.18: citrat-CoA ligaza
- EC 6.2.1.19: dugolančana-masna-kiselina-luciferin-komponenta ligaza
- EC 6.2.1.20: dugolančana-masna-kiselina-(acil-nosač-protein) ligaza
- EC 6.2.1.21: Sadržano u EC 6.2.1.30
- EC 6.2.1.22: (citrat (pro-3S)-lijaza) ligaza
- EC 6.2.1.23: dikarboksilat-CoA ligaza
- EC 6.2.1.24: fitanat-CoA ligaza
- EC 6.2.1.25: benzoat- ligaza
- EC 6.2.1.26: o-sukcinilbenzoate-CoA ligaza
- EC 6.2.1.27: 4-hidroksibenzoat- ligaza
- EC 6.2.1.28: 3a,7a-dihidroksi-5b-holestanat-CoA ligaza
- EC 6.2.1.29: Obrisano, sad EC 6.2.1.7
- EC 6.2.1.30: fenilacetat-CoA ligaza
- EC 6.2.1.31: 2-furoat-CoA ligaza
- EC 6.2.1.32: antranilat-CoA ligaza
- EC 6.2.1.33: 4-hlorobenzoat- ligaza
- EC 6.2.1.34: trans-feruloil-CoA sintaza
- EC 6.2.1.35: ACP-SH:acetat ligaza
- EC 6.2.1.36: 3-hidroksipropionil-KoA sintaza
- EC 6.2.1.37: 3-hidroksibenzoat—KoA ligaza
- EC 6.2.1.38: (2,2,3-trimetil-5-oksociklopent-3-enil)acetil-KoA sintaza
- EC 6.2.1.39: (butirosin acil-nosilac protein)—L-glutamat ligaza

## EC 6.3: Formiranje ugljenik-azot veza

### EC 6.3.1: Kiselina-amonijak (ili amin) ligaza (amidna sintaza)
- EC 6.3.1.1: aspartat-amonijak ligaza
- EC 6.3.1.2: glutamat-amonijak ligaza
- EC 6.3.1.3: Sad EC 6.3.4.13
- EC 6.3.1.4: aspartat-amonijak ligaza (ADP-formiranje)
- EC 6.3.1.5: + sintaza
- EC 6.3.1.6: glutamat-etilamin ligaza
- EC 6.3.1.7: 4-metileneglutamat-amonijak ligaza
- EC 6.3.1.8: glutationilspermidin sintaza
- EC 6.3.1.9: tripanotion sintaza
- EC 6.3.1.10: adenozilkobinamid-fosfat sintaza
- EC 6.3.1.11: glutamat-putrescin ligaza
- EC 6.3.1.12: D-aspartatna ligaza
- EC 6.3.1.13: L-cistein:1D-mio-inozitol 2-amino-2-dezoksi-alfa-D-glukopiranozidna ligaza
- EC 6.3.1.14: diftin—amonijačna ligaza

### EC 6.3.2: Kiselina-aminokiselina ligaza (peptidne sintaze)
- EC 6.3.2.1: pantoat-b-alaninska ligaza
- EC 6.3.2.2: glutamat-cistein ligaza
- EC 6.3.2.3: glutation sintaza
- EC 6.3.2.4: -alanin-D-alanin ligaza
- EC 6.3.2.5: fosfopantotenat-cistein ligaza
- EC 6.3.2.6: fosforibozilaminoimidazolsukcinokarboksamid sintaza
- EC 6.3.2.7: -acetilmuramoil--alanil--glutamat-L-lizin ligaza
- EC 6.3.2.8: -acetilmuramat-L-alanin ligaza
- EC 6.3.2.9: -acetilmuramoilalanin-D-glutamat ligaza
- EC 6.3.2.10: -acetilmuramoilalanil-tripeptid-D-alanil-D-alanin ligaza
- EC 6.3.2.11: karnozinska sintaza
- EC 6.3.2.12: dihidrofolat sintaza
- EC 6.3.2.13: -acetilmuramoilalanil-D-glutamat-2,6-diamino-pimelat ligaza
- EC 6.3.2.14: 2,3-dihidroksibenzoat-serin ligaza
- EC 6.3.2.15: Obrisano zbog EC 6.3.2.10
- EC 6.3.2.16: -alanin-alanil-poli(glicerolfosfat) ligaza
- EC 6.3.2.17: tetrahidrofolat sintaza
- EC 6.3.2.18: g-glutamilhistamin sintaza
- EC 6.3.2.19: ubikvitin-protein ligaza
- EC 6.3.2.20: indolacetat-lizin sintaza
- EC 6.3.2.21: ubikvitin-kalmodulin ligaza
- EC 6.3.2.22: diftin-amonijak ligaza
- EC 6.3.2.23: homoglutation sintaza
- EC 6.3.2.24: tirozin-argininska ligaza
- EC 6.3.2.25: tubulin-tirozin ligaza
- EC 6.3.2.26: N-(5-amino-5-karboksipentanoil)-L-cisteinil-D-valin sintaza
- EC 6.3.2.27: aerobaktin sintaza
- EC 6.3.2.28: L-aminokiselinska alfa-ligaza
- EC 6.3.2.29: cijanoficinska sintaza (dodavanje L-aspartata)
- EC 6.3.2.30: cijanoficinska sintaza (dodavanje L-arginina)
- EC 6.3.2.31: koenzim F420-0:L-glutamatna ligaza
- EC 6.3.2.32: koenzim gama-F420-2:alfa-L-glutamat ligaza
- EC 6.3.2.33: tetrahidrosarcinapterinska sintaza
- EC 6.3.2.34: koenzim F420-1:gama-L-glutamat ligaza
- EC 6.3.2.35: D-alanin—D-serin ligaza
- EC 6.3.2.36: 4-Fosfopantoat—beta-alanin ligaza
- EC 6.3.2.37: UDP-N-acetilmuramoil-L-alanil-D-glutamat—D-lizin ligaza
- EC 6.3.2.38: N2-citril-N6-acetil-N6-hidroksilizinska sintaza
- EC 6.3.2.39: aerobaktinska sintaza

### EC 6.3.3: Ciklo-ligaze
- EC 6.3.3.1: fosforibozilformilglicinamidin ciklo-ligaza
- EC 6.3.3.2: 5-formiltetrahidrofolat ciklo-ligaza
- EC 6.3.3.3: detiobiotin sintaza
- EC 6.3.3.4: (karboksietil)arginin b-laktam-sintaza

### EC 6.3.4: Druge ugljenik-azot ligaze
- EC 6.3.4.1: GMP sintaza
- EC 6.3.4.2: CTP sintaza
- EC 6.3.4.3: format-tetrahidrofolat ligaza
- EC 6.3.4.4: adenilosukcinat sintaza
- EC 6.3.4.5: argininosukcinat sintaza
- EC 6.3.4.6: ureja karboksilaza
- EC 6.3.4.7: riboza-5-fosfat-amonijak ligaza
- EC 6.3.4.8: imidazoleacetat-fosforibozildifosfat ligaza
- EC 6.3.4.9: biotin-(metilmalonil-CoA-karboksitransferaza) ligaza
- EC 6.3.4.10: biotin-(propionil-CoA-karboksilaza (ATP-hidrolizujuća)) ligaza
- EC 6.3.4.11: biotin-(metilkrotonoil-CoA-karboksilaza) ligaza
- EC 6.3.4.12: glutamat-metilamin ligaza
- EC 6.3.4.13: fosforibozilamin-glicin ligaza
- EC 6.3.4.14: biotin karboksilaza
- EC 6.3.4.15: biotin-(acetil-CoA-karboksilaza) ligaza
- EC 6.3.4.16: karbamoil-fosfat sintaza (amonijak)
- EC 6.3.4.17: format-dihidrofolat ligaza
- EC 6.3.4.18: 5-(Karboksiamino)imidazol ribonukleotidna sintaza
- EC 6.3.4.19: tRNKIle-lizidinska sintaza
- EC 6.3.4.20: 7-Cijano-7-deazaguaninska sintaza

### EC 6.3.5: Ugljenik-azot ligaze sa glutaminom kao amido-N-donorom
- EC 6.3.5.1: NAD+ sintaza (glutamin-hidrolizujuća)
- EC 6.3.5.2: GMP sintaza (glutamin-hidrolizujuća)
- EC 6.3.5.3: fosforibozilformilglicinamidin sintaza
- EC 6.3.5.4: asparagin sintaza (glutamin-hidrolizujuća)
- EC 6.3.5.5: karbamoil-fosfat sintaza (glutamin-hidrolizujuća)
- EC 6.3.5.6: asparaginil-tRNK sintaza (glutamin-hidrolizujuća)
- EC 6.3.5.7: glutaminil-tRNK sintaza (glutamin-hidrolizujuća)
- EC 6.3.5.8: aminodeoksihorismat sintaza
- EC 6.3.5.9: birnovodonična kiselina a,c-diamidna sintaza (glutamin-hidrolizujuća)
- EC 6.3.5.10: adenozilkobirna kiselina sintaza (glutamin-hidrolizujuća)
- EC 6.3.5.11: kobirinat a,c-diamidna sintaza

## EC 6.4: Formiranje ugljenik-ugljenik veza
- EC 6.4.1.1: piruvat karboksilaza
- EC 6.4.1.2: acetil-CoA karboksilaza
- EC 6.4.1.3: propionil-CoA karboksilaza
- EC 6.4.1.4: metilkrotonoil-CoA karboksilaza
- EC 6.4.1.5: geranoil-CoA karboksilaza
- EC 6.4.1.6: aceton karboksilaza
- EC 6.4.1.7: 2-Oksoglutaratna karboksilaza
- EC 6.4.1.8: acetofenonska karboksilaza

## EC 6.5: Formiranje fosfornih estarskih veza
- EC 6.5.1.1: DNK ligaza (ATP)
- EC 6.5.1.2: DNK ligaza (NAD+)
- EC 6.5.1.3: RNK ligaza (ATP)
- EC 6.5.1.4: RNK-3'-fosfat ciklaza

## EC 6.6: Formiranje azot-metal veza

### EC 6.6.1: Formiranje koordinacionih kompleksa
- EC 6.6.1.1: magnezijum helataza
- EC 6.6.1.2: kobaltohelataza
- Nicholas C. Price; Lewis Stevens (1999). Fundamentals of Enzymology: The Cell and Molecular Biology of Catalytic Proteins (Third изд.). USA: Oxford University Press. ISBN 019850229X.
- Eric J. Toone (2006). Advances in Enzymology and Related Areas of Molecular Biology, Protein Evolution (Volume 75 изд.). Wiley-Interscience. ISBN 0471205036.
- Branden C; Tooze J. Introduction to Protein Structure. New York, NY: Garland Publishing. ISBN 0-8153-2305-0.
- Irwin H. Segel. Enzyme Kinetics: Behavior and Analysis of Rapid Equilibrium and Steady-State Enzyme Systems (Book 44 изд.). Wiley Classics Library. ISBN 0471303097.

## Literatura
- Schomburg, Dietmar; Schomburg, Ida; Chang, Antje, ур. (2010). Class 4-6 Lyases, Isomerases, Ligases - EC 4-6, Series: Springer Handbook of Enzymes, Supplement volume S7. XXII. ISBN 978-3-540-85707-5.